# Le Gros-Morne

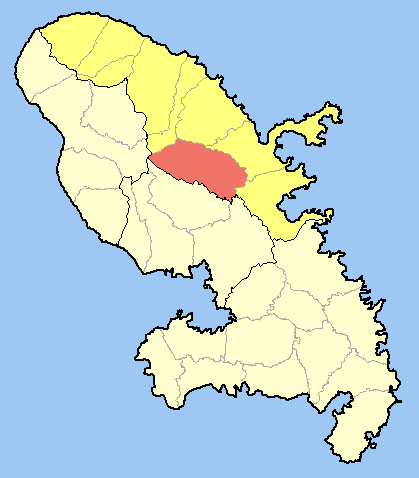
Ubicación de Le Gros-Morne en la subprefectura de La Trinité dentro del departamento de Martinica.

Le Gros-Morne es una comuna de Francia situada la zona septentrional del departamento insular antillano de Martinica.

## Características generales
Cuenta con una población de 10.481 habitantes y un área de 54,25 km², para una densidad de 193 hab./km². La localidad se encuentra en el centro de la isla.